# Шедех
Шедех був напоєм Стародавнього Єгипту. Хоча довгий час вважалося, що його виготовляли з гранатів, останні дані свідчать про те, що він походить з червоного винограду.
Наші результати однозначно показують, що високо цінований стародавнім єгиптянами напій Шедех був виноградним продуктом, виготовленим саме з червоного винограду.

## Історія
Назва Шедех з'явилася на етикетках єгипетських дворучних глиняних амфор, знайдених в Ель-Амарні і відносилася до правління Ехнатона, кінець XVIII династії. Назва вказувала на те, що цей напій відрізнявся від традиційного (виноградного) вина, Єгипетська назва якого була іреп. Прикладом важливості Шедеха за часів Стародавнього Єгипту був той факт, що він згадувався в єгипетській романтичній поезії, де Шедех асоціювався з голосом закоханого. Під час Рамессидів (1292—1075 рр. до н. е.) і Птолемеїв (305-30 рр. до н. е.) напій Шедех згадувався в храмових написах і використовувався як релігійна жертва, а також для бальзамування.

## Відкриття
У 2006 році група іспанських вчених під керівництвом Марії Рози Гуаш-Яне розробила новий метод визначення кислоти, які залишаються в сполуках червоного вина. Докази були зібрані за допомогою рідинної хроматографії і мас-спектрометрії, які виявили наявність сирингінової кислоти у зіскрібках, взятих з глечиків в гробниці Тутанхамона. Сирингова кислота виділяється при розщепленні сполуки мальвідін, що міститься в червоному вині.